# Skunk Anansie
Skunk Anansie — британський рок-гурт, до складу якого входять Дебора «Скін» Даєр (вокал, гітара), Річард «Кесс» Льюїс (бас, гітара, бек-вокал), Мартін «Ейс» Кент (гітара, бек-вокал) і Марк Річардсон (ударні та перкусія).
Гурт був заснований в 1994 році, розпущений в 2001 році та реформований в 2009 році. Назва «Skunk Anansie» взята з аканських народних казок про Анансі, людину-павука з Гани, з додаванням Skunk (скунс англійською), щоб «зробити ім’я огиднішим».
Вони випустили шість студійних альбомів: Paranoid &amp; Sunburnt (1995), Stoosh (1996), Post Orgasmic Chill (1999),  Wonderlustre (2010), Black Traffic (2012) і Anarchytecture (2016); один збірний альбом, Smashes and Trashes (2009); і кілька хіт-синглів, зокрема «Charity», «Hedonism», «Selling Jesus» і «Weak».
Їх часто об’єднують з брітроком, на відміну від сучасного бріт-попу їхніх ранніх років через їхній загальний жорсткіший звук. У 2004 році гурт був названий одним із найуспішніших виконавців у британських чартах між 1952 і 2003 роками за Книгою Гіннесса британських хіт-синглів і альбомів, із загальним 142 тижнями в чартах синглів і альбомів, що поставило їх на №. 491.  Skunk Anansie продали 5 мільйонів платівок. 

## Історія

### Становлення та початок кар'єри: 1994–2001
Гурт відіграв свій перший концерт у лондонському клубі Splash у березні 1994 року. У 1995 році вони були визнані найкращим новим британським гуртом читачами Kerrang! журнал. На церемонії нагородження того року барабанщик Марк Річардсон познайомився з групою, яка шукала постійну заміну Роббі Франсу, тож було організовано прослуховування та реформовано групу. Незабаром після цього дві їх пісні, «Feed» і «Selling Jesus», з'явилися в саундтреку до фільму «Дивні дні» в 1995 році. «Selling Jesus» стала другою суперечливою піснею Skunk Anansie, яка потрапила на радіо після їхнього першого радіорелізу «Little Baby Swastikkka».  Почувши цю пісню, радіоведучий Говард Стерн заявив, що група стане величезним хітом. Успіх гурту продовжувався, і вони також здобули визнаня Kerrang! за Найкращий британський живий виступ 1996 року. У 1997 році вони були номіновані на найкращу концертну гру та найкращу групу на MTV Europe Music Awards.
Гурт відіграв свій перший концерт у лондонському клубі Splash у березні 1994 року, а потім шість тижнів записав свій дебютний альбом Paranoid &amp; Sunburnt  з продюсером Сільвією Массі в «будинку з привидами» за містом. Перший сингл гурту «Selling Jesus» був включений у саундтрек до фільму «Дивні дні»; Stoosh пішов у 1996 році.  Обидва альбоми були випущені One Little Indian Records.  Після переходу на лейбл Virgin у 1998 році їх третій альбом Post Orgasmic Chill був випущений у 1999 році.
У 1996 році група виступала в готелі Coppid Beech Hotel, Брекнелл під час концерту звукозаписного лейбла.
У 1999 році група була останньою групою 20-го століття, яка виступала хедлайнером фестивалю в Гластонбері; закриття Pyramid Stage у неділю, 27 червня. 
Протягом 1990-х років група гастролювала по всьому світу з такими групами, як U2, Aerosmith, Feeder, Lenny Kravitz, Bad Religion, Rollins Band, Therapy?, Rammstein, Killing Joke, Soulfly, Sevendust, Oomph!, Muse, Staind, Powerman 5000, Veruca Salt, Marion і A Perfect Circle.

### Сайд-проекти: 2002–2008

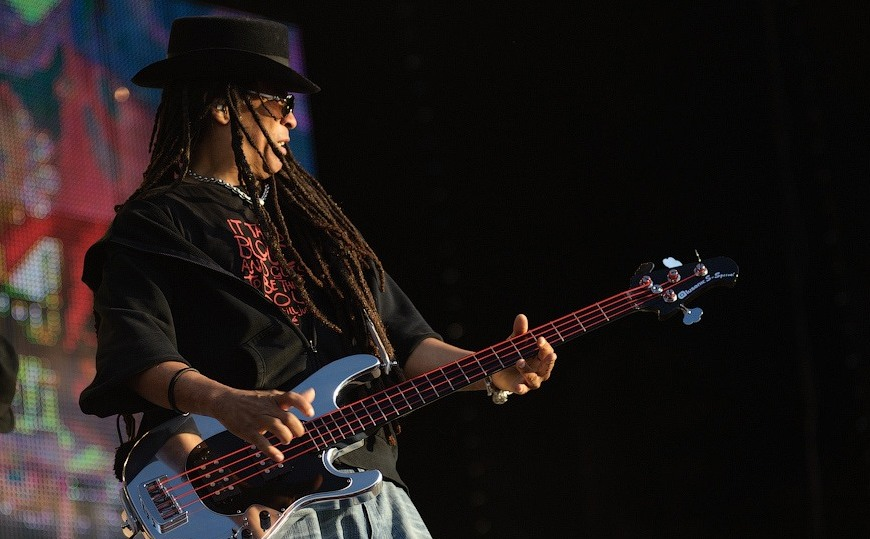
Кесс

Після їх розриву в квітні 2001 року Скін почала сольну кар'єру. Її дебютний сольний альбом Fleshwounds, написаний у співавторстві з давнім партнером по написанню пісень Леном Арраном, вийшов у вересні 2003 року, а Fake Chemical State — у березні 2006 року. Вона також записала вокал для кількох пісень інших виконавців.
Ейс випустив стриманий альбом «Still Hungry» під назвою «Ace Sounds», у якому було багато співробітництв, зокрема Шінгай Шоніва з Noisettes і Скай з Morcheeba. Пізніше він приєднався до групи під назвою «Inner Mantra». Ейс також є викладачем у Брайтонському інституті сучасної музики.
У 2002 році Кесс записав альбом «Scars» з Гері Муром, де грав на бас-гітарі та виконував бек-вокал. Кесс також грав на різних інструментах у першому сольному альбомі Скін. У перервах між записами, він зосереджується на фотографії.
Марк записував сесії для різних артистів, включаючи Скін, перш ніж приєднатися до Feeder після смерті їхнього початкового барабанщика Джона Лі.   Марк також навчався в Брайтонському інституті з колегою по групі Ейсом.

### Воз'єднання: 2009–2010

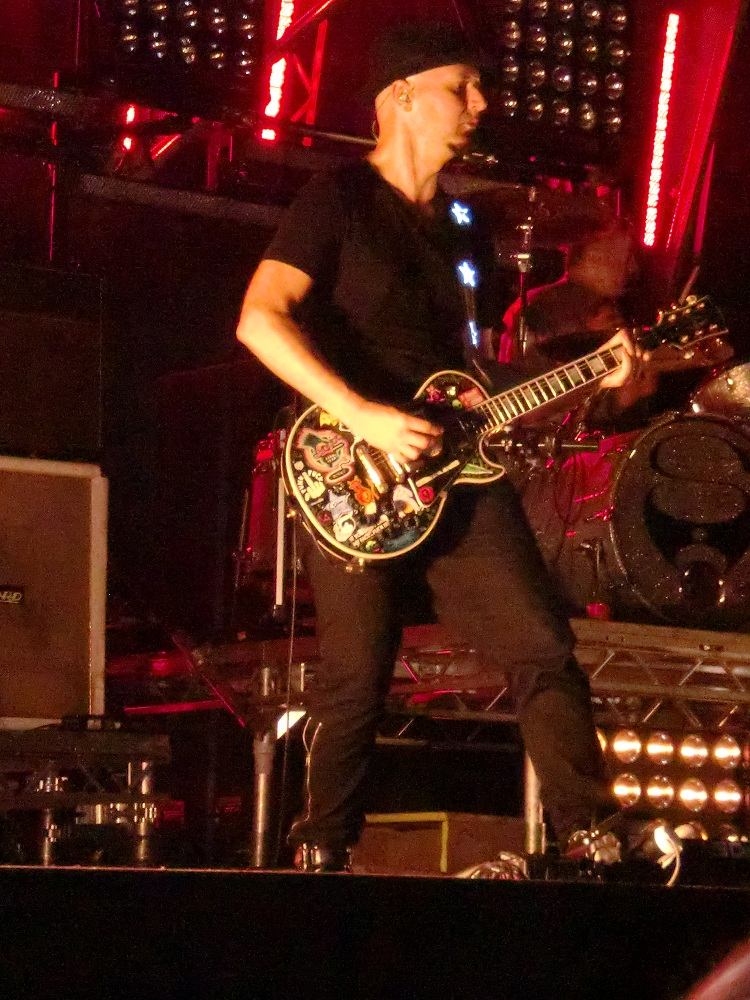
Ейс

Марк Річардсон підтвердив інформацію про те, що група реформується, в інтерв'ю журналу Drummer Magazine (випуск за листопад 2008 року) і сказав, що група планує випустити збірку «найкращих треків», а також новий матеріал. Пізніше Ейс створив офіційну сторінку групи на MySpace.
2 і 3 квітня 2009 року відбулися два концерти в Monto Water Rats (колишньому місці Splash Club) у Лондоні під псевдонімом SCAM (Skin, Cass, Ace, Mark) і були розпродані за 20 хвилин.  Гурт розпочав свій тур «Greatest Hits» у п'ятницю, 9 жовтня 2009 року, в Ancienne Belgique у Брюсселі, а також інші дати по Європі. Це був їхній перший справжній тур за вісім років. Альбом «найбільших хітів» Smashes and Trashes був випущений 2 листопада 2009 року. Це альбом із 15 композиціями, що охоплює кар’єру та містить три абсолютно нові композиції: «Because of You», «Tear the Place Up» і «Squander». Найкращі ремікси  супутній альбом також був випущений у цифровому вигляді.
3 липня 2009 року музичне відео на пісню «Tear the Place Up» було ексклюзивно представлено на MySpace, а 10 серпня 2009 року нове відео на пісню «Because of You» було представлено ексклюзивно на Kerrang.com. Він був випущений 14 вересня 2009 року у Великій Британії та став першим синглом, випущеним із Smashes and Trashes. Сингл увійшов до топ-10 хітів в Італії, а його наступний «Squander» потрапив до топ-75 успіху у Фландрії, голландськомовній частині Бельгії.
Їхній п'ятий альбом Wonderlustre був випущений на міжнародному рівні 13 вересня 2010 року, а перед ним був перший сингл «My Ugly Boy», який вийшов у Великобританії 16 серпня 2010 року та в Європі в липні/серпні. Відео на «My Ugly Boy» було ексклюзивно представлено на Kerrang.com 23 липня 2010 року. Wonderlustre досяг першого місця в італійському чарті альбомів 1 жовтня 2010 року та потрапив у топ-10 у чартах по всій Європі, включаючи Німеччину, Нідерланди, Францію та Польщу.
У травні 2010 року вони були допоміжним гуртом Rammstein під час двох концертів у Берліні. Другий сингл Wonderlustre, «Over the Love», був випущений на міжнародному рівні в листопаді 2010 року. У листопаді 2010 року гурт грав на Ídolos, португальському еквіваленті британського Pop Idol.
«You Saved Me», третій сингл від Wonderlustre, був випущений на міжнародному рівні в березні 2011 року.

### Продовження кар'єри: 2011–дотепер

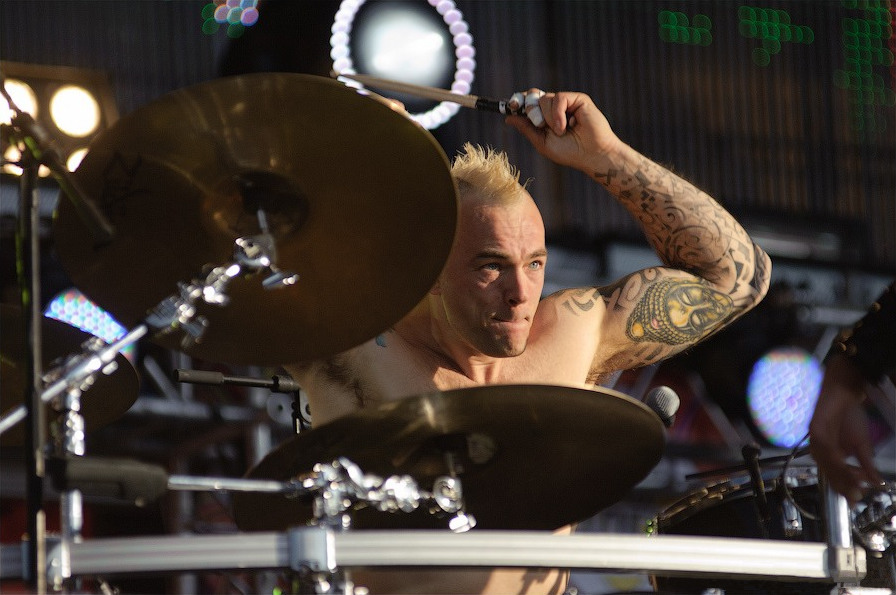
Марк Річардсон у Rock on the Volga River у 2011 році

12 червня 2011 року гурт виступив на пленері «Рок над Волгою» в Самарі, Росія. Вистава була сприйнята надзвичайно добре. Гурт також з’явився в п’ятницю 12 серпня на фестивалі Sziget в Будапешті, Угорщина, зігравши змішаний набір хітів і новішого матеріалу. Це була їхня перша поява на Sziget. Власний сайт Sziget повідомляє, що «ні в кого не було сумнівів, хто виявилася королевою цьогорічного Sziget». 
Skunk Anansie була на сцені, коли 18 серпня 2011 року в Pukkelpop у Бельгії сталася трагедія. Під час виступу гурту на місце обрушився невеликий торнадо, і артисти та гості фестивалю були змушені втікати, рятуючи життя. П'ятеро загинули, ще кілька отримали поранення. Співачка Скін назвала цей інцидент найжахливішим у своєму житті. 
Колишній барабанщик Роббі Франс помер 14 січня 2012 року в Іспанії. Йому було 52. 
11 червня 2012 року Skunk Anansie оприлюднили назву свого 5-го студійного альбому: Black Traffic. Гурт, який став продовженням 2010-х років, отримав схвалення критиків Wonderlustre був записаний у Лондоні та спродюсований Skunk Anansie та Крісом Шелдоном, а зведений Джеремі Уітлі та Адріаном Бушбі.
Black Traffic став першим незалежним релізом гурту через власний лейбл, який співпрацював із 100% Records. Альбом був випущений у вересні 2012 року і супроводжувався першою частиною великого європейського туру з 20 дат.    29 червня 2012 року гурт випустив лірик-відео на новий трек під назвою «Sad, Sad, Sad». Нік Бассетт похвалив цей трек на своєму сайті The Re-View: «Ударні перкусії та вокал Скін – вона залишається однією з найкращих і найбільш недооцінених вокалісток Великої Британії – усе це під контролем, оскільки група повертається до важкого рок-звучання, яке вперше їх протисло у мейнстрім у середині дев’яностих». 

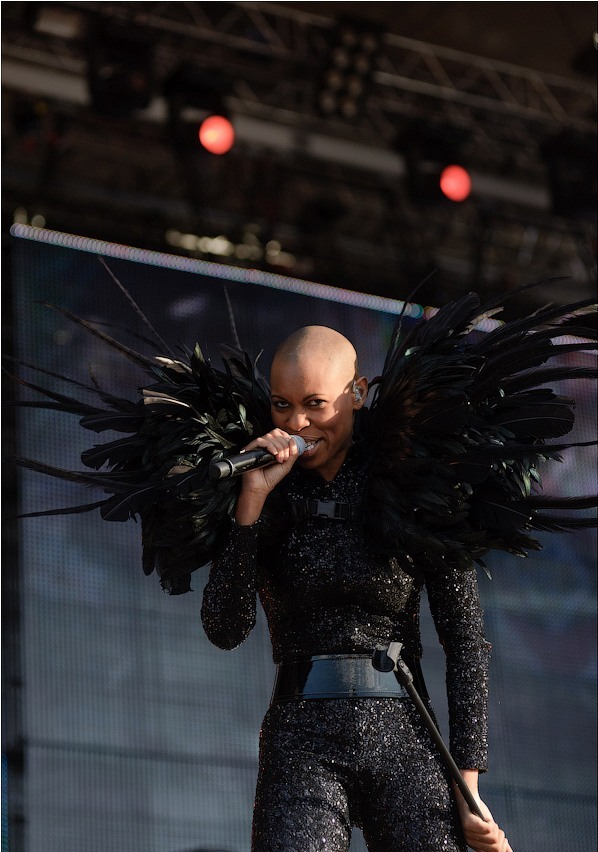
Скін у 2011

У вересні 2013 року гурт випустив свій сьомий альбом An acoustic Skunk Anansie – Live in London, який був записаний наживо в Cadogan Hall у квітні того ж року. Альбом також був випущений у вигляді Live DVD, і гурт описав його як «сімейну справу», оскільки в ньому брав участь давній партнер Скін - Лен Арран на гітарі та Еріка Футман, дружина Марка, на бек-вокалі та клавішних.
15 січня 2016 року Skunk Anansie випустили свій шостий студійний альбом Anarchytecture, а в лютому 2016 року  і протягом літа 2016 року вирушили в великий європейський тур 
У 2017 році Skunk Anansie звернули свій вплив на допомогу молодим музикантам-початківцям і запустили першу в історії стипендію Skunk Anansie спільно з Академією сучасної музики. Гурт обирає одного успішного кандидата з ACM Guildford, ACM London або ACM Birmingham і пропонує їм 27 000 фунтів стерлінгів фінансування їх курсу. Наступного року стипендію присудили знову.
У вересні 2018 року гурт оголосив, що випустить дуже особливий концертний альбом 25LIVE@25 через Republic of Music на святкування свого майбутнього 25-річчя. Він був випущений 25 січня 2019 року і містить 25 треків із шести студійних альбомів, записаних наживо з різних виступів під час туру 2017 року.
Продовжуючи святкувати 25-ту річницю, Skunk Anansie будуть гастролювати по Європі впродовж літа 2019 року, виступаючи хедлайнерами на фестивалях і власними концертами, завершуючи серією концертів у Великобританії
У британських та європейських засобах масової інформації важливість гурту в сучасній культурі знову набула уваги. Британські засоби масової інформації знову сприйняли групу, коли Скін з’явилася в інтерв’ю для таких каналів, як Channel 4 News, Newsnight, The One Show, ITN і Radio 2, де обговорювала актуальні політичні та соціальні проблеми. Гурт також був визнаний одним із найважливіших рок-гуртів сучасної епохи в широкому спектрі назв британської преси, і вони отримали нагороду Залу слави на Kerrang! 2019! Нагородження 19 червня 2019 року.
Сингл «What You Do For Love» вийшов у 2019 році. Чорно-біле відео до пісні показує концерт Skunk Anansie. «This Means War» вийшов у 2020 році. На початку 2022 року вийшли сингли «Piggy» та «Can’t Take You Anywhere», але анонсу нового альбому не було.
7 лютого 2023 року у Віндзорському замку співачка Skunk Anansie, Скін, отримала звання Ордену Британської Імперії від короля Чарльза.

## Вплив
Скін описала Skunk Anansie як «кліт-рок» групу, яку AllMusic пояснює як «амальгаму хеві-металу та чорної феміністської люті». Учасники Скін та Ейс згадали Sex Pistols, Blondie, даб, регі, електроніку, хіп-хоп та етнічну музику як значний вплив.

## Інші медіа
Гурт також виконав кавер на пісню The Stooges «Search and Destroy» для саундтреку до фільму Зака Снайдера Заборонений прийом, який вийшов 25 березня 2011 року. Саундтрек також включає ремікс Skunk Anansie на пісню «Army of Me» Б'єрк.

## Учасники гурту
- Дебора «Скін» Даєр — головний вокал, гітара, терменвокс, фортепіано, клавішні (1994–2001; 2009–тепер)
- Мартін «Ейс» Кент — гітара, бек-вокал (1994—2001; 2009—тепер)
- Річард «Кесс» Льюїс — бас, гітара, бек-вокал (1994–2001; 2009–тепер)
- Марк Річардсон — ударні, перкусія, бек-вокал (1995–2001; 2009–тепер)

### Колишні члени
- Роббі Франс — ударні, перкусія (1994–1995; помер у 2012)

### Гастрольні учасники
- Еріка Футман[d] – клавішні, бек-вокал

## Дискографія
- Paranoid & Sunburnt (1995)
- Stoosh (1996)
- Post Orgasmic Chill (1999)
- Wonderlustre (2010)
- Black Traffic (2012)
- Anarchytecture (2016)

## Зовнішні посилання
- Офіційний сайт
- Skinmusic.net – офіційний сайт Скін, містить матеріали Skunk Anansie
- Рецензія на "Squander" у щоденному музичному путівнику
- Огляд пісні "Because Of You" у щоденному музичному путівнику
- Огляд Лісабонського концерту